# Cast Away
Cast Away è un film statunitense del 2000 diretto da Robert Zemeckis.
È la seconda collaborazione tra il regista e l'attore Tom Hanks dopo Forrest Gump (1994).

## Trama
1995: Chuck Noland è un dirigente operativo della FedEx, una nota azienda di spedizioni in tutto il mondo. L'uomo vive a Memphis con la fidanzata Kelly, con la quale è in procinto di sposarsi. Un giorno, a causa di un'urgenza di lavoro, è costretto a partire per la Malesia proprio nel periodo natalizio, ma durante il viaggio, a causa di una tempesta, l'aereo della FedEx su cui viaggia precipita nell'Oceano Pacifico, al largo di Tahiti. Di tutte le persone a bordo, Chuck è l'unico che si è salvato. Dopo ad aver affrontato il mare in tempesta su una scialuppa di salvataggio, Chuck approda su un'isola deserta, dove sopravvive bevendo acqua di cocco, mangiando granchi e imparando ad accendere il fuoco con mezzi di fortuna. Tra i detriti dell'aereo caduto portati dal mare sull'isola, c'è un pallone su cui Chuck, servendosi del suo sangue, disegna un volto e lo chiama "Wilson" (che è, in realtà, il nome dell'azienda che lo ha fabbricato) rendendolo il compagno con cui parlare e confidarsi per cercare di non impazzire, ma in breve tempo, la solitudine diventa insopportabile. Senza nessuno che lo cerchi, in preda allo sconforto, Chuck pensa anche al suicidio per mettere fine alle sue sofferenze.
Quattro anni dopo, nel 1999, il mare porta sulla spiaggia un detrito di vetroresina: due pareti ad angolo di un vecchio bagno chimico. Notando la sua resistenza al vento, Chuck decide di utilizzarlo come vela su una zattera per superare la forte risacca della barriera corallina che circonda l'isola, per tentare di raggiungere il mare aperto alla ricerca di soccorsi. A differenza del primo tentativo andato fallito 4 anni prima, il secondo ha successo. Dopo molti giorni alla deriva senza cibo né acqua potabile, con Wilson disperso in mare durante una tempesta, (Chuck, rischiando di affogare, tenta disperatamente di salvarlo ma non ci riesce), con la fame che lo attanaglia e con le forze allo stremo, la zattera incrocia una nave portacontainer che lo salva e lo riporta a casa.
Nel frattempo Kelly, persa ormai ogni speranza circa un ritorno di Chuck, si è sposata e ha avuto una bambina. Quando Chuck e Kelly si ritrovano, lei, in un momento di emotività, decide di lasciare la propria famiglia e di seguire Chuck, ma lui le fa capire che non sarebbe giusto abbandonarla, e anche se a malincuore, esce dalla sua vita per sempre.
Quando si trovava sull'isola, Chuck aveva conservato uno dei pacchi FedEx che era a bordo dell'aereo senza mai aprirlo, e che era stato portato poi sulla riva del mare dalle correnti dopo la caduta del velivolo. Era stato incuriosito dalle due ali dorate raffigurate sulla scatola che erano quelle che lo avevano ispirato ad usare la parete di vetroresina come vela, e come promessa personale, lo aveva conservato per consegnarlo al destinatario qualora fosse riuscito a tornare a casa. Quando va per la consegna, però, non trova nessuno all'indirizzo del destinatario. Decide quindi di lasciare il pacco sulla porta di casa accompagnato da un biglietto con su scritto "Questo pacco mi ha salvato la vita", dopodiché se ne va.
Fermato a un incrocio, Chuck incontra una giovane ragazza a bordo di un furgone a cui chiede delle indicazioni. Quando la donna riparte, Chuck nota dipinta, sul retro del furgone, un'ala molto simile a quella del pacco. Il film termina con Chuck che guarda il disegno e sorride.

## Produzione

### Riprese
Il film venne girato tra il 1998 e il 2000 ma non consecutivamente, bensì in due periodi di tempo separati da diversi mesi. Hanks ingrassò di circa 23 kg (50 libbre) durante la pre-produzione per interpretare il ruolo di un uomo grassoccio e di mezza età dalla vita sedentaria. La prima sessione di riprese iniziò nel dicembre 1998, dove vennero effettuate tutte le scene nella vita "civile". Quindi si dovette attendere che Tom Hanks dimagrisse, perdendo circa 25 kg di peso corporeo (55 libbre), per interpretare la parte del sopravvissuto. In questo intervallo di tempo, il regista Robert Zemeckis ebbe modo di dirigere un altro film, Le verità nascoste. Le scene sull'isola di Monuriki nelle Figi furono quindi riprese nel gennaio del 2000, e l'intera pellicola fu conclusa il 7 maggio dello stesso anno. Il film uscì nelle sale cinematografiche degli Stati Uniti il 22 dicembre 2000.

### Location: l'isola di Monuriki

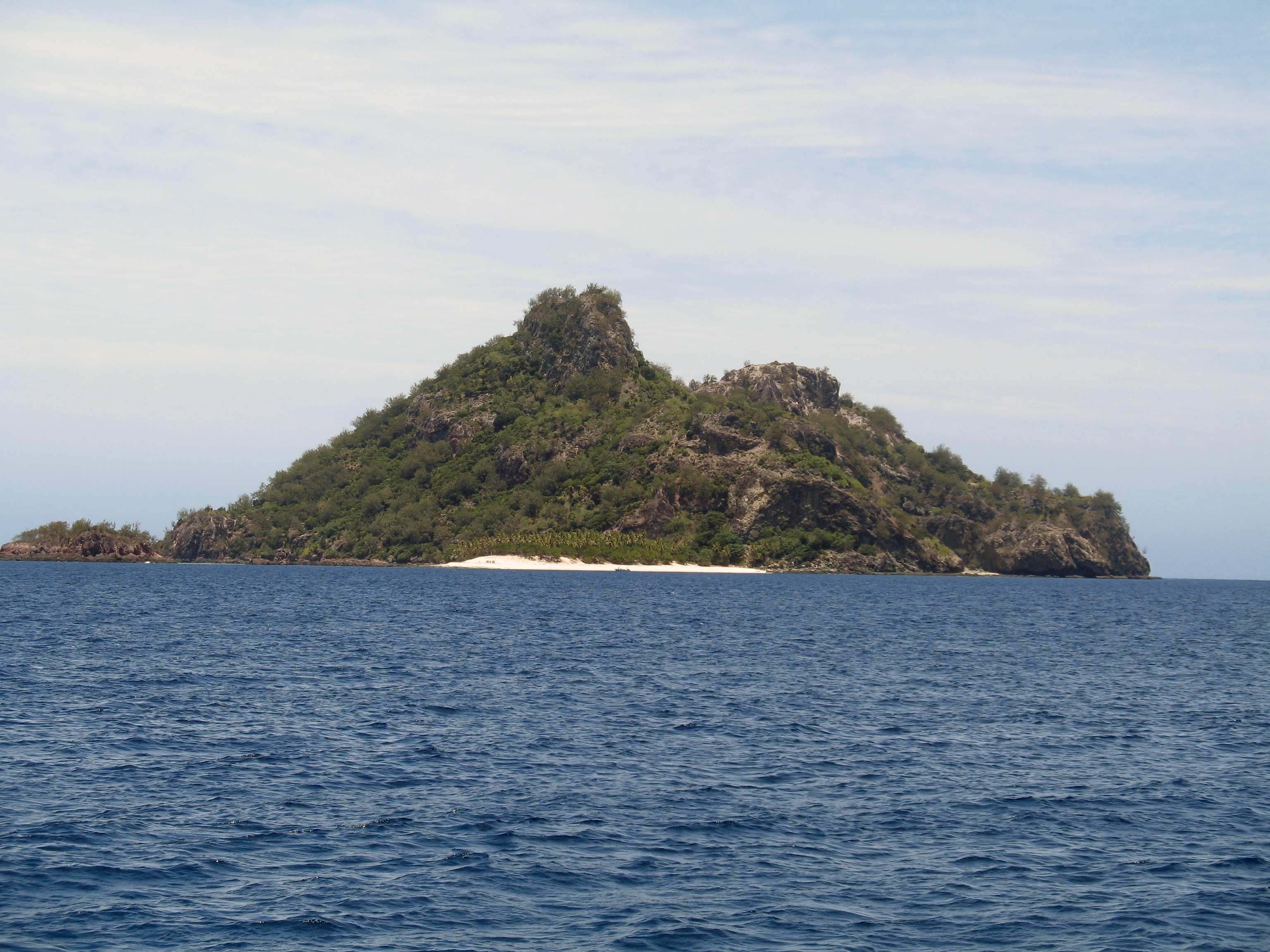
Monuriki, l’isola dove sono state effettuate le riprese.

Nella parte finale del film, Kelly racconta che le ricerche del naufrago furono effettuate nei dintorni di un'ipotetica isola a circa 600 miglia nautiche a sud delle Isole Cook, dove, nella realtà, c'è solo il Pacifico meridionale. Tuttavia, il film fu effettivamente girato non molto distante da quei luoghi, ovvero nelle Isole Figi, ed esattamente sull'isola di Monuriki. L'isola è realmente disabitata ed è a pochissime miglia nautiche da Monu, Yanuaya e Tokoriki (quest'ultima abitata), facente parte dell'arcipelago delle Mamanuca, relativamente vicine alla civiltà, a circa 18 miglia nautiche da Viti Levu, l'isola maggiore delle Figi. Gli anni successivi alla pellicola hanno reso Monuriki, ancora disabitata, protetta e ricca di un prezioso patrimonio floristico e faunistico, un'interessante meta turistica.

### FedEx
La FedEx fornì supporto logistico e l'accesso ai propri magazzini di smistamento (Memphis, Los Angeles e Mosca) e anche l'utilizzo dei loro aeroplani, camion e uniformi. Un team di esperti di marketing della FedEx supervisionò la produzione del film per oltre due anni. L'amministratore delegato della FedEx Fred Smith appare nel ruolo di se stesso in un cameo nella scena della festa per il bentornato di Chuck. Al principio, l'idea di una storia basata su un aereo FedEx che precipita non fu bene accolta dalla dirigenza, ma poi i valori della storia furono ritenuti positivi per l'azienda. Del resto lo stesso personaggio interpretato da Tom Hanks, un alto dirigente della società, simboleggiava lo spirito di servizio di chi presta la sua opera nella FedEx, al punto di voler consegnare al destinatario un pacco recuperato dall'incidente aereo. La FedEx, che non pagò nulla per far apparire il proprio logo nel film, guadagnò molta visibilità in Asia ed Europa dopo l'uscita della pellicola.

## Accoglienza

### Incassi
Prodotto con un budget di 90 milioni di dollari, il film debuttò al primo posto del botteghino nordamericano con un incasso di oltre 28 milioni nel suo primo weekend. Divenne un successo finanziario, incassando 233632142 $ nei soli Stati Uniti e 196000000 $ all'estero, per un totale di 429632142 $ in tutto il mondo. Fu il secondo maggior successo dell'anno negli Stati Uniti dietro Il Grinch, e il terzo complessivo in tutto il mondo dopo Mission: Impossible 2 e Il gladiatore.

### Critica
Il film fu accolto positivamente dalla critica. Il sito Rotten Tomatoes gli ha dato una valutazione pari all'89% basandosi su 157 recensioni, con un punteggio medio di 7,4/10. Su Metacritic ha invece un punteggio di 73/100 basato su 32 recensioni.

## Riconoscimenti
- 2001 - Premio Oscar
  - Candidatura al miglior attore protagonista a Tom Hanks
  - Candidatura al miglior sonoro a Randy Thom, Tom Johnson, Dennis S. Sands e William B. Kaplan
- 2001 - Golden Globe
  - Miglior attore in un film drammatico a Tom Hanks
- 2001 - Premio BAFTA
  - Candidatura al miglior attore protagonista a Tom Hanks
- 2001 - Screen Actors Guild Award
  - Candidatura al miglior attore protagonista a Tom Hanks
- 2000 - Chicago Film Critics Association Award
  - Miglior attore protagonista a Tom Hanks
  - Candidatura alla migliore regia a Robert Zemeckis
  - Candidatura alla migliore fotografia a Don Burgess
- 2000 - Las Vegas Film Critics Society Award
  - Candidatura alla migliore regia a Robert Zemeckis
  - Candidatura al miglior attore protagonista a Tom Hanks
  - Candidatura alla migliore fotografia a Don Burgess
  - Candidatura ai migliori effetti speciali a John Frazier e Ken Ralston
- 2001 - MTV Movie Award
  - Candidatura alla miglior performance maschile a Tom Hanks
  - Candidatura alla miglior sequenza d'azione (L'incidente aereo)
  - Candidatura al miglior bacio a Tom Hanks e Helen Hunt
  - Candidatura alla miglior coppia a Tom Hanks e Wilson
- 2001 - Critics' Choice Movie Award
  - Miglior oggetto inanimato a Wilson
  - Candidatura al miglior film
- 2001 - Golden Reel Award
  - Candidatura miglior montaggio sonoro (Effetti sonori)
- 2000 - New York Film Critics Circle Award
  - Miglior attore protagonista a Tom Hanks
- 2001 - Bogey Awards
  - Bogey Award in Oro
- 2000 - Boston Society of Film Critics Awards
  - Candidatura al miglior attore protagonista a Tom Hanks
- 2000 - Phoenix Film Critics Society Awards
  - Candidatura al miglior attore protagonista a Tom Hanks
  - Candidatura alla miglior fotografia a Don Burgess
- 2001 - Eddie Award
  - Candidatura al miglior montaggio in un film drammatico a Arthur Schmidt
- 2001 - ASCAP Award
  - Top Box Office Films a Alan Silvestri
- 2001 - Blockbuster Entertainment Awards
  - Miglior attrice non protagonista in un film drammatico a Helen Hunt
  - Candidatura al miglior attore in un film drammatico a Tom Hanks
- 2001 - Dallas-Fort Worth Film Critics Association Award
  - Candidatura al miglior attore a Tom Hanks
- 2001 - Golden Trailer Awards
  - Candidatura al miglior film drammatico
- 2001 - National Society of Film Critics Awards
  - Candidatura al miglior attore a Tom Hanks
- 2001 - Teen Choice Awards
  - Miglior alchimia a Tom Hanks e Wilson
- 2001 - Angel Awards
  - Candidatura al miglior film
- 2000 - Awards Circuit Community Awards
  - Candidatura al miglior attore protagonista a Tom Hanks
  - Candidatura alla miglior sceneggiatura originale a William Broyles Jr.
  - Candidatura al miglior sonoro
  - Candidatura al miglior montaggio sonoro
- 2001 - Christopher Awards
  - Miglior film
- 2001 - Cinema Audio Society
  - Candidatura al miglior montaggio sonoro a Randy Thom, Tom Johnson, Dennis S. Sands e William B. Kaplan
- 2010 - Gold Derby Film Awards
  - Candidatura al miglior attore del decennio a Tom Hanks
- 2001 - Golden Screen
  - Golden Screen
- 2001 - Hollywood Makeup Artist and Hair Stylist Guild Awards
  - Miglior trucco a Daniel C. Striepeke, Deborah La Mia Denaver e Bill Myer
- 2001 - Jupiter Award
  - Miglior attore internazionale a Tom Hanks
- 2001 - Online Film & Television Association
  - Miglior attore a Tom Hanks
  - Miglior montaggio sonoro a Randy Thom, Tom Johnson, Dennis S. Sands e William B. Kaplan
  - Candidatura al miglior trucco e acconciature a Gary Archer, Kathryn Blondell, Deborah La Mia Denaver
  - Candidatura al miglior montaggio negli effetti sonori a Dennis Leonard
  - Candidatura ai migliori effetti visivi a John Frazier, Ken Pepiot e Ken Ralston
  - Candidatura al miglior momento cinemativo (L'incidente aereo)
- 2001 - Online Film Critics Society Awards
  - Miglior attore a Tom Hanks

## Riferimenti ad altre opere

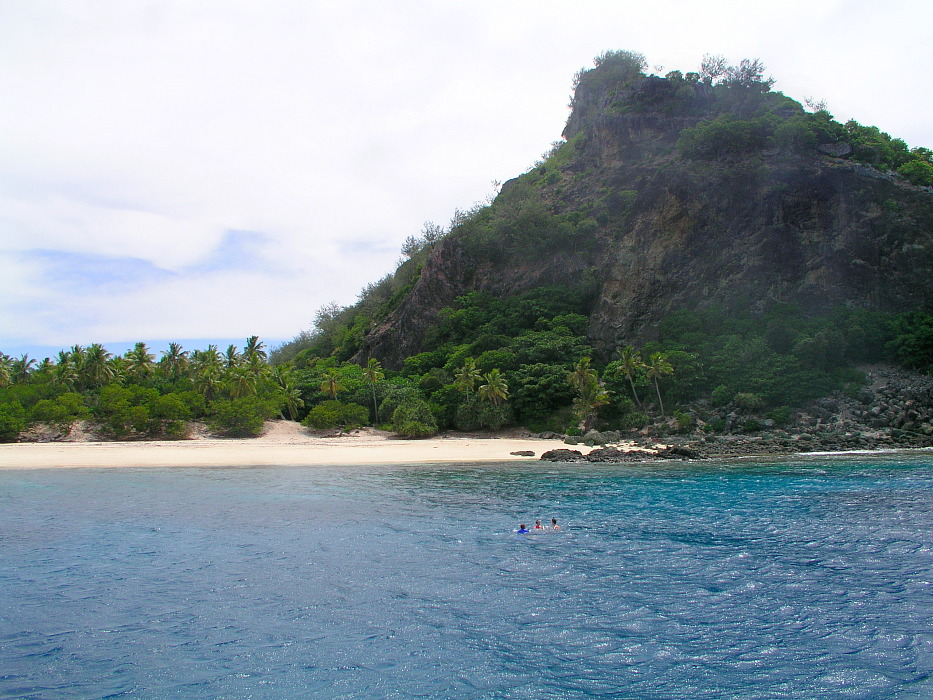
L'isola di Monuriki nelle Figi, luogo delle riprese

- I primi secondi di ripresa sono liberamente ispirati al paesaggio della celebre scena girata fra i campi di grano del film Intrigo internazionale di Alfred Hitchcock, nella quale Roger Thornhill cerca di sfuggire all'aeroplano che lo insegue nel tentativo di ucciderlo.
- Chuck Noland (Tom Hanks) nella scena della "scoperta del fuoco", mentre danza intorno al focolare, canta la prima strofa del celebre brano dei The Doors, Light My Fire.
- In una delle scene finali, durante il viaggio in aereo che riporta Chuck Noland sulla terraferma, gli viene offerta una "Dr Pepper", la bevanda preferita dal personaggio Forrest nel film Forrest Gump, interpretato dallo stesso Hanks e diretto dallo stesso Robert Zemeckis, nel 1994.
- Nella serie animata Digimon Adventure, il finale della stagione ricalca la scena madre di Chuck col pallone Wilson quando Mimi Tachikawa cerca disperatamente Palmon.
- Nella prima scena del film Behind Enemy Lines - Dietro le linee nemiche del 2001 il protagonista Chris Burnett chiama il suo pallone da rugby "Wilson".
- Nel film di animazione della DreamWorks Madagascar, durante una scena sulla spiaggia, Alex, il leone, chiede al proprio pallone da basket (che chiama "Spalding", come il dentista di Chuck) di stare zitto.[15]
- Nella serie televisiva Arrow, Oliver Queen, naufrago su un'isola, parla con Slade Wilson dicendogli: «Sono bloccato su un'isola e il mio unico amico si chiama Wilson»
- La serie di videogiochi di simulazione The Sims ha dedicato un intero capitolo al film, intitolato The Sims Castaway Stories e noto anche come The Sims Island.
- Nelle scene finali del film Natale in crociera c'è un chiaro richiamo al film: Luigi e Michela (interpretati rispettivamente da Fabio De Luigi e Michelle Hunziker) si trovano a causa di un incidente con un deltaplano su un'isola deserta, e Luigi ha capelli e barba foltissimi e lo si vede anche dialogare con una palla.
- Lloyd Brown, chairman della ABC, ebbe da Cast Away l'ispirazione per la serie Lost[16].
- Nella serie televisiva The Last Man on Earth il protagonista Phil Miller, essendo l'ultimo uomo sulla Terra, si prende gioco del protagonista del film, affermando che non avrebbe mai parlato con una palla, per poi cominciare a fare la stessa cosa dopo sei mesi di solitudine.
- Nella puntata Campo naufraghi nella serie animata A tutto reality - L'isola il personaggio Owen fa amicizia con una noce di cocco che chiama "Signor Cocco" allo stesso modo di Tom Hanks con Wilson.
- Nella serie televisiva I Griffin, Peter riprende chiaramente il film usando le sembianze di Tom Hanks e del suo pallone Wilson.
- Nel reboot di ‘’ Ducktales ‘’ del 2017, l’ultima puntata è un richiamo al film, con Paperino che dopo un lungo periodo trascorso sulla luna, ritrova la sua famiglia in un’isola deserta, con la barba e i capelli vistosamente cresciuti e con un'anguria con le sembianze di Topolino a cui dà la sua stessa voce e che reputa il suo migliore amico.